# Pelottetherapie
De pelottetherapie is een techniek die soms gebruikt wordt bij de behandeling van vaginisme. Met behulp van pelottes, plastic staafjes van verschillende dikte, maken vrouwen geleidelijk aan hun vagina beter toegankelijk. De methode wordt ook gebruikt door vrouwen met het zeldzame MRKH-syndroom om een diepere vagina te creëren.
Meerdere keren per dag wordt een pelotte met glijmiddel ingesmeerd en voorzichtig in de vagina gebracht. Daar blijft het gedurende 10 tot 15 minuten zitten. De dikste pelotte heeft de omvang van een penis in erectie.